# Humberto Magliocchetti
Humberto Gonzalo Magliocchetti Barahona (Santiago, 13 de mayo de 1918-Santiago, 20 de octubre de 1993) fue un aviador chileno, que se desempeñó como ministro de Obras Públicas y Transporte.

## Biografía
Nació en Santiago el 13 de mayo de 1918. Fue hijo del descendiente italiano Víctor Magliocchetti Terzi y de Elvira Barahona Pérez. Estuvo casado con casado con Marta Opazo Blachet, con quien tuvo cuatro hijas.
Realizó estudios en la Escuela Militar del Libertador Bernardo O'Higgins para posteriormente pasar a la Fuerza Aérea de Chile.
Realizó una destacada carrera en dicha institución, y durante el último mes de gobierno del presidente Salvador Allende, se desempeñó como Ministro de Obras Públicas y Transporte, siendo uno de los nueve militares que integraron el gabinete de la Unidad Popular (UP). Luego del golpe de Estado del 11 de septiembre de 1973, participó en la Junta Militar de Gobierno, como jefe de gabinete del General Gustavo Leigh.
Finalizó su carrera el año 1975, con el grado de General de Aviación. Falleció en Santiago el 20 de octubre de 1993.